# 珀維斯峰
72°38′S 169°9′E / 72.633°S 169.150°E
珀維斯峰（Purvis Peak），是南極洲的山峰，位於維多利亞地的博克格雷溫克海岸，處於北安普敦山東北面3.7公里，屬於勝利山脈的一部分，海拔高度2,250米，現時由南極條約體系管理。